# 마이클 러너
마이클 러너(Michael Lerner, 1941년 6월 22일~2023년 4월 8일)는 미국의 배우이다. 《바톤 핑크》(1991)를 통해 1992년 제64회 아카데미상 남우조연상 후보에 올랐다.

## 출연 작품

### 영화
- 후보자 (1972)
- 깊은 밤 깊은 곳에 (1977)
- 도시의 블루스 (1977)
- 포스트맨은 벨을 두 번 울린다 (1981)
- 오멘 4 (1991) - TV 영화
- 바톤 핑크 (1991)
- 뉴스보이 (1992)
- 로드 투 웰빌 (1994)
- 압솔롬 탈출 (1994)
- 노 웨이 백 (1995)
- 고질라 (1998)
- 셀러브리티 (1998)
- 화성인 마틴 (1999)
- 101마리 강아지 2: 패치의 런던 대모험 (2002)
- 엘프 (2003)
- 칼슘 키드 (2004)
- 러브 & 트러블 (2006)
- 슬립스트림 (2007)
- 시리어스 맨 (2009)
- 백설공주 (2012)
- 엑스맨: 데이즈 오브 퓨처 패스트 (2014)

### 텔레비전
- 더 브래디 번치 (1969)
- 제6지대 (1972)
- 샌프란시스코 수사반 (1972)
- 매시 (1974)
- 코작 (1978)
- 원더우먼 (1978)
- 부부 탐정 (1979, 1980)
- 맥가이버 (1985)
- A 특공대 (1985)
- 맨하탄의 사나이 (1988)
- 고질라 (1998-99) - 애니메이션
- 서드 워치 (2001)
- 스티븐 킹의 킹덤 (2004)
- 안투라지 (2007)
- 더티 섹시 머니 (2008)
- 세이빙 그레이스 (2009)
- 굿 와이프 (2012)
- 서버가토리 (2012)
- 글리 (2013-14)